# The Queen-Mother

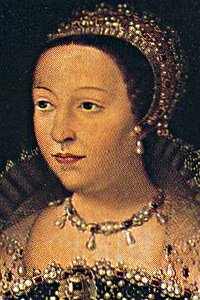
Katarzyna Medycejska

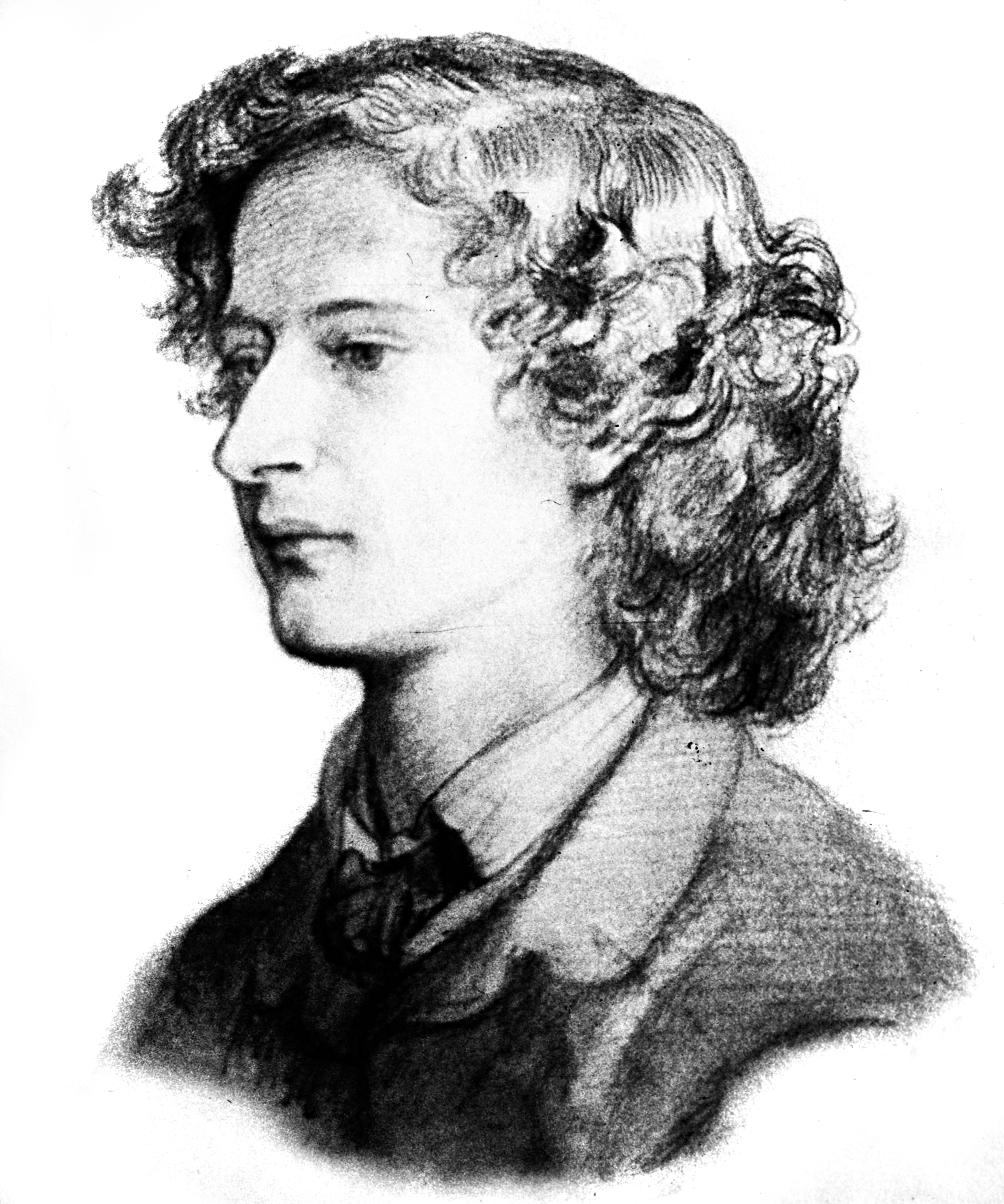
Dante Gabriel Rossetti, Algernon Charles Swinburne w wieku 23 lat, w czasie gdy wydał swój pierwszy tom dramatów

The Queen-Mother – tragedia angielskiego poety i dramaturga Algernon Charles Swinburne’a, opublikowana jako pierwsze dzieło pisarza w jednym tomie wraz z dramatem Rosamond w 1860. Utwór nie wzbudził właściwie żadnego zainteresowania. Po tym, jak poeta osiągnął wielki sukces dramatem Atalanta w Kalidonie, wydanym w 1865, jego debiutancki tom został wznowiony, a sam autor na stronie tytułowej książki został przedstawiony jako Algernon Charles Swinburne, author of "Atalanta in Calydon" and "Chastelard". Utwór Swinburne’a jest dramatem historycznym. Rzecz dzieje się we Francji pod koniec XVI wieku, w czasie wojen religijnych między katolikami a hugenotami (protestantami). Tytułową królową-matką jest Katarzyna Medycejska. Całość jest napisana wierszem białym (blank verse, czyli nierymowanym pentametrem jambicznym (dziesięciozgłoskowcem), znanym z dramaturgii elżbietańskiej, gdzie był stosowany między innymi przez Thomasa Kyda, Christophera Marlowe’a i Williama Szekspira.
I never saw yet how you love and hate.
Are you turned bitter to me? all old words
Buried past reach for grief to feed upon
As on dead friends? nay, but if this be, too,
Stand you my friend; there is no crown i’ the world
So good as patience; neither is any peace
That God puts in our lips to drink as wine.
More honey-pure, more worthy love's own praise,
Than that sweet-souled endurance which makes clean
The iron hands of anger.
W swojej pierwszej tragedii Swinburne stosuje też aliterację, która później stanie się charakterystycznym wyznacznikiem jego poezji: Have you such honey in the mouth, my lord,/To make a milky matter of the name. Krytyk Lionel Stevenson zauważył, że zarówno w sztuce The Queen-Mother, jak i w dramacie Rosamond pierwszoplanową rolę odgrywają kobiety.